# Vicente Gandini
Vicente Gandini (Buenos Aires, 1856 - Junín, 17 de septiembre de 1916) fue un político argentino que ocupó el cargo de intendente del partido de Junín, Argentina, en dos oportunidades a fines del siglo XIX.
Gandini arribó a Junín en 1880, adquiriendo una farmacia. Militante de la Unión Cívica Radical, fue miembro del Consejo Escolar y del Honorable Concejo Deliberante. Fue Juez de Paz y presidente de las comisiones de Inmigración, de Estadística y del Censo. Ocupó el cargo de intendente de Junín en 1890, y en 1893-1894.
Fue el primer vicepresidente y uno de los fundadores del Club Social de Junín. Falleció en Junín el 17 de septiembre de 1916, a los 59 años de edad.
En Junín lo recuerda una calle que lleva su nombre. Nace en Rivadavia al 50, en pleno centro comercial, y se prolonga hacia el noreste a través de los barrios El Picaflor y Emilio Mitre hasta la calle Rojas. 